# El Colomo
El Colomo es una localidad mexicana situada en el estado de Colima, dentro del municipio de Manzanillo. Es la 9.ª localidad más poblada del estado.

## Geografía
La localidad de El Colomo se ubica en el sureste del municipio de Manzanillo, en el suroeste de Colima. Se encuentra a una altura media de 18 m s. n. m. y abarca un área aproximada de 3.25 km².
En El Colomo predomina el clima cálido subhúmedo con lluvias en verano y los tipos de suelo: fluvisol, leptosol y regosol.

## Demografía
De acuerdo con el censo realizado en 2020 por el Instituto Nacional de Estadística y Geografía (INEGI), en El Colomo había un total de 9664 habitantes, de los que 4913 eran mujeres y 4751 eran hombres.

### Viviendas
En el censo de 2020 había un total de 3742 viviendas, de las que 2768 estaban habitadas. De dichas viviendas habitadas: 2696 tenían piso de material diferente de tierra; 2756 disponían de energía eléctrica; 2746 disponían de inodoro y/o sanitario; y 2748 disponían de drenaje.

### Evolución demográfica
Durante el periodo 2010-2020, la localidad tuvo una disminución poblacional anual del -0.60 %, con respecto a los 10 255 habitantes que tenía en el censo de 2010.
| Gráfica de evolución demográfica de El Colomo entre 1900 y 2020 |
|                                                                 |
| Fuente: Instituto Nacional de Estadística y Geografía.          |